# Thilo Stralkowski
Thilo Stralkowski, född den 2 maj 1987 i Essen, Tyskland, är en tysk landhockeyspelare.
Han tog OS-guld i herrarnas landhockeyturnering i samband med de olympiska landhockeytävlingarna 2012 i London.